# دان بيترز (مدرب كرة سلة)
دان بيترز (بالإنجليزية: Dan Peters)‏ هو مدرب كرة سلة أمريكي، ولد في 15 يوليو 1954، وتوفي في 27 أكتوبر 2014.